# رساننده خدمات شبکه
رساننده خدمات شبکه یک پیشه یا شرکت است که با فراهم‌آوری دسترسی مستقیم ستون فقرات اینترنت به رساننده خدمات اینترنتی و معمولاً نقاط دسترسی شبکه، پهنای باند یا دسترسی به شبکه می‌فروشد. به همین دلیل گاهی به رساننده‌های خدمات شبکه «رساننده ستون فقرات» یا «رساننده اینترنت» گفته می‌شود.
ممکن است شرکت‌های مخابراتی، حامل‌های داده، رساننده‌های ارتباطات بی‌سیم، رساننده‌های خدمات اینترنتی، و اپراتورهای تلویزیون کابلی که دسترسی به اینترنت پرسرعت را فراهم می‌کنند نیز بخشی از رساننده خدمات شبکه به حساب بیایند. همچنین این واژه می‌تواند شامل برخی شرکت‌های شناخته شده فناوری اطلاعات مانند آی‌بی‌ام، دی‌اکس‌سی تکنولوژی، گلوبال کلاود اکس‌چنج، و آتوس نیز بشود.